# Saperda carcharias
Saperda carcharias es una especie de escarabajo longicornio del género Saperda, subfamilia Lamiinae. Fue descrita científicamente por Linné en 1758.
Se distribuye por Moldavia, Macedonia, Suiza, Turquía, Yugoslavia, Suecia, Inglaterra, Croacia, Kazajistán, Ucrania, Lituania, Chequia, Eslovaquia, Estonia, Rusia europea, Letonia, España, Eslovenia, Bielorrusia, Bosnia y Herzegovina, Austria, Bulgaria, Polonia, Rumania, Noruega, Países Bajos, Corea, Mongolia, Luxemburgo, Italia, Hungría, Grecia, Francia, Finlandia, Dinamarca, Albania, Bélgica y China. Mide 18-30 milímetros de longitud. El período de vuelo ocurre en los meses de junio, julio, agosto, septiembre y octubre.

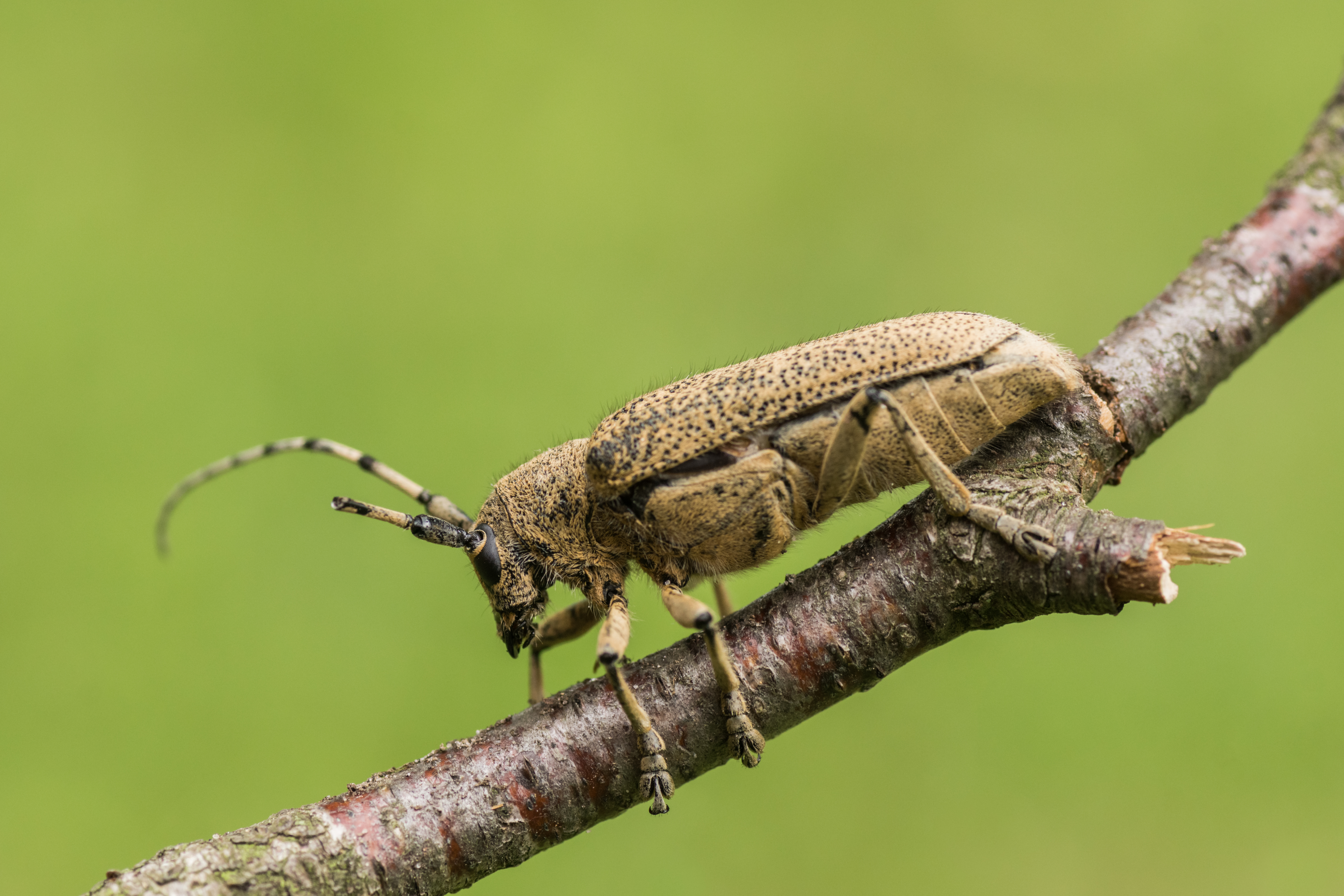
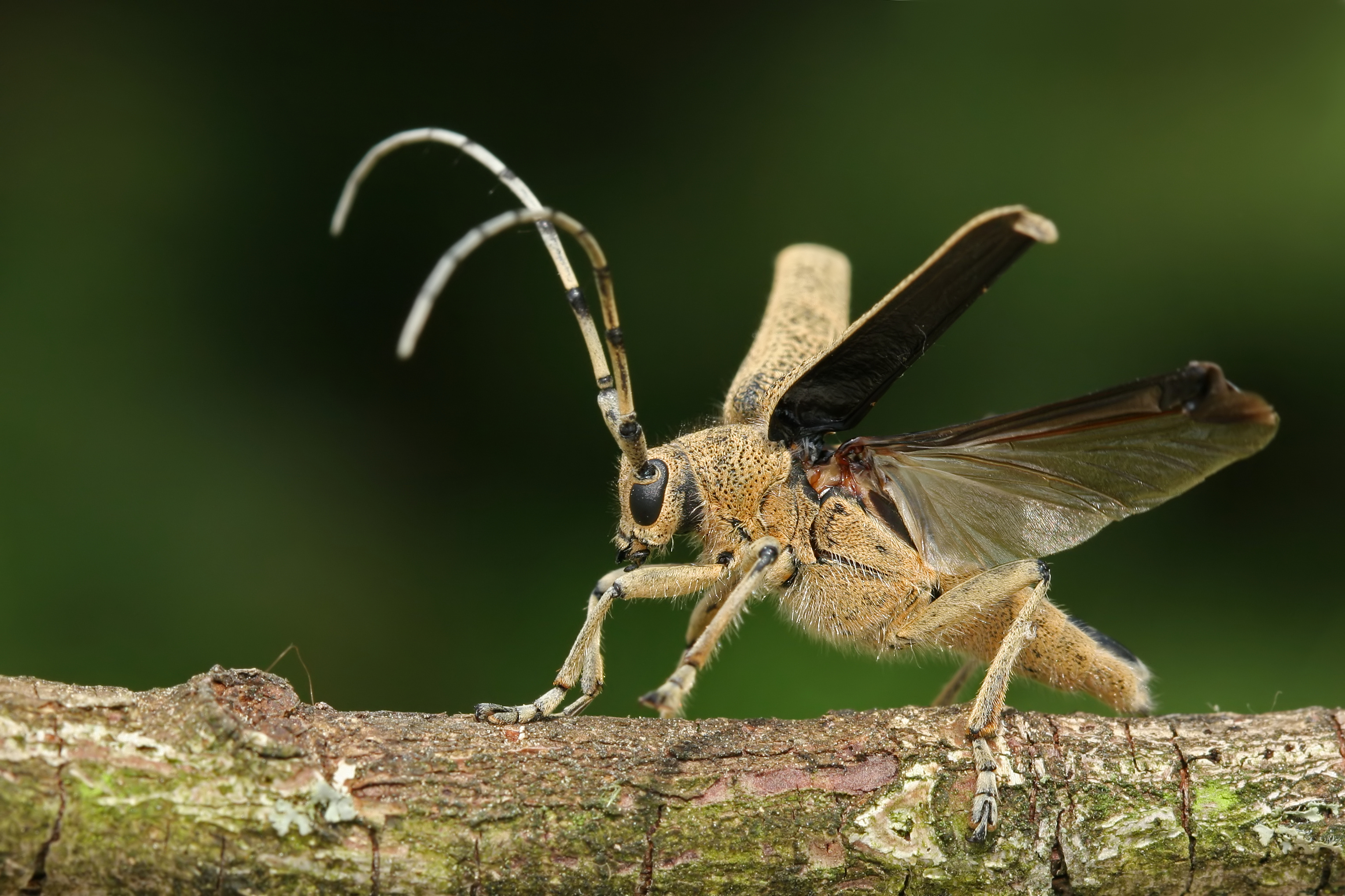
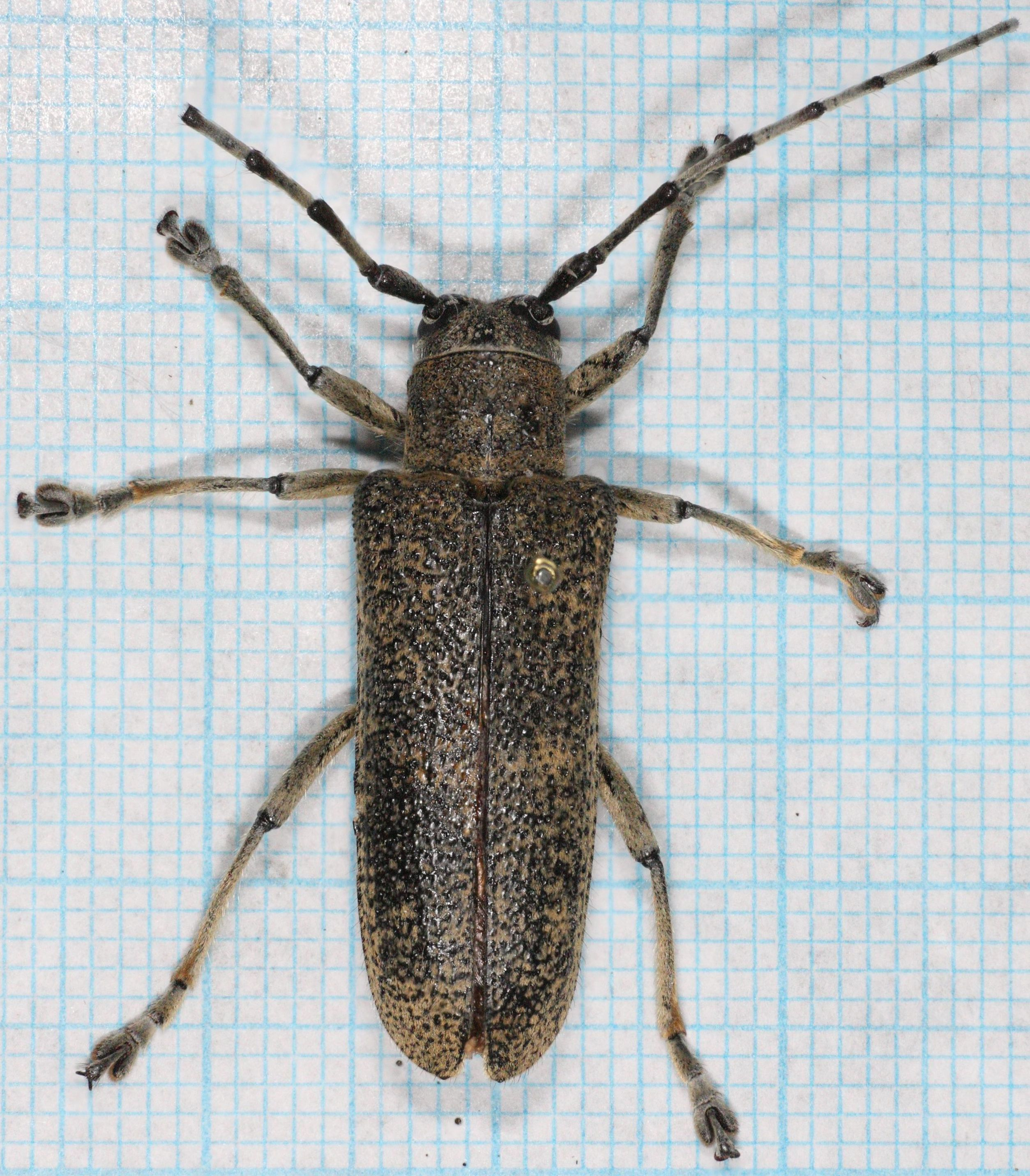
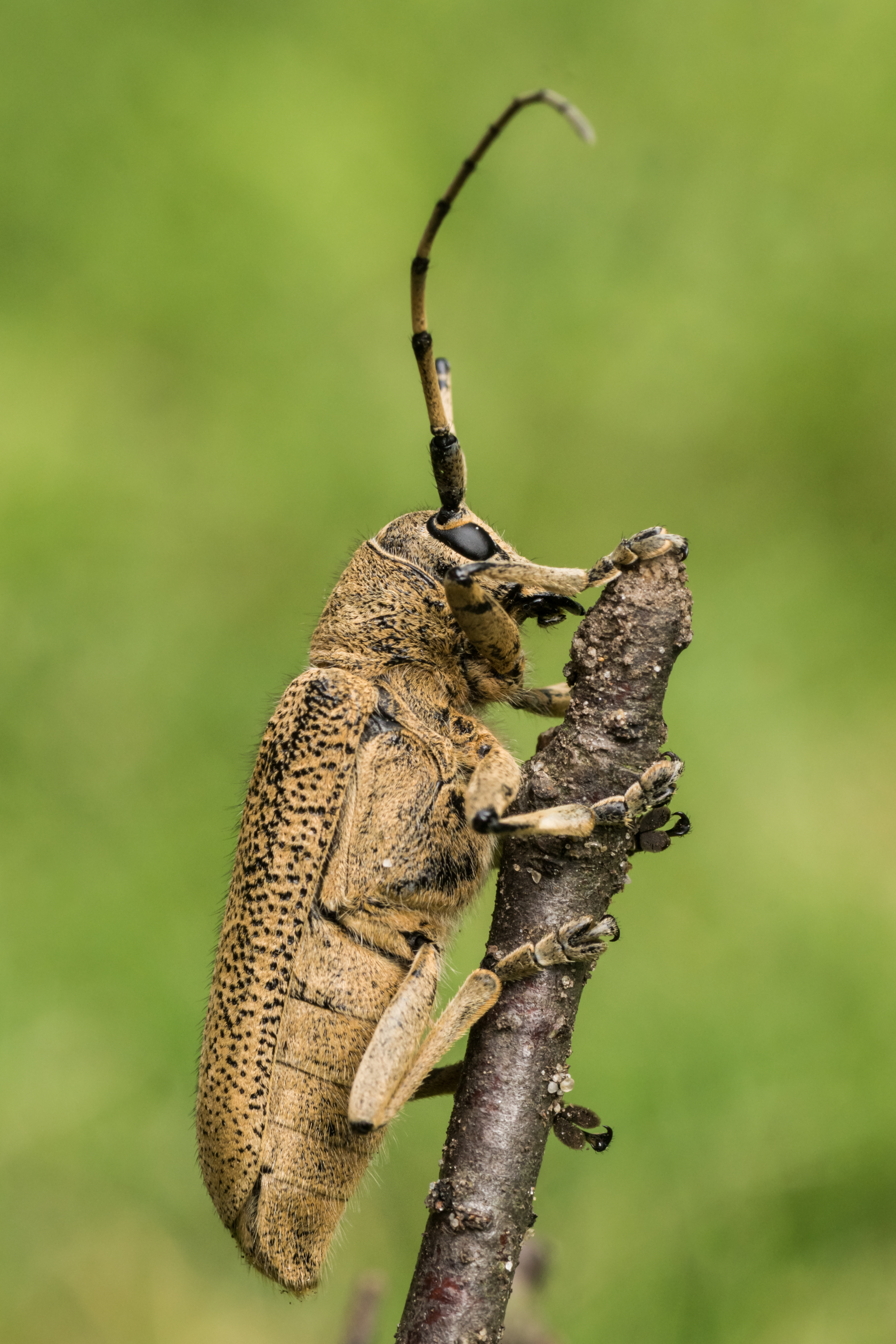
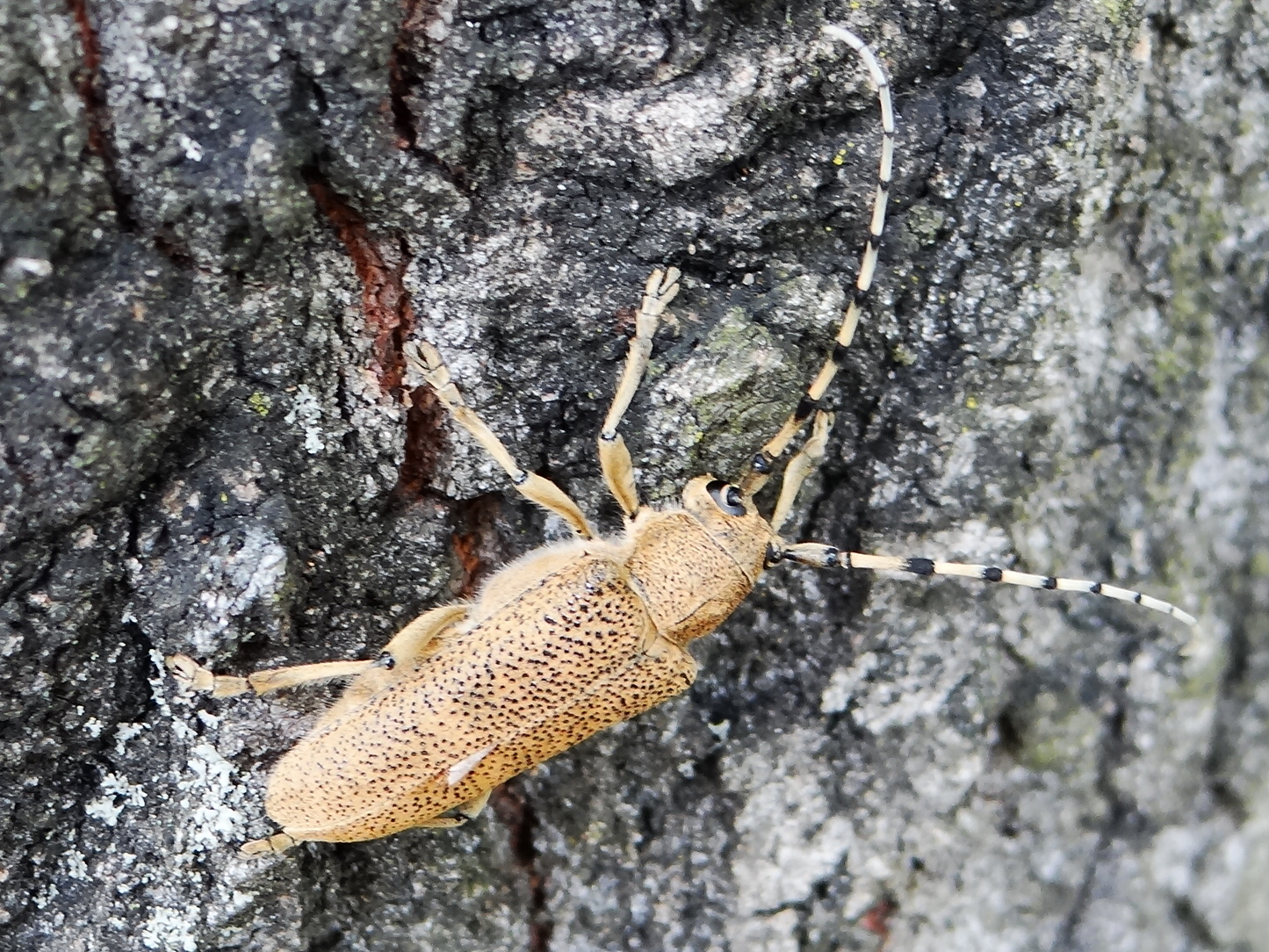